# شوابن ۶۲۰۹
سیارک ۶۲۰۹ (به انگلیسی: 6209 Schwaben، نامگذاری:1990TF4) شش هزار و دویست و نهمین سیارک کشف شده‌است که در ۱۲ اکتبر ۱۹۹۰ کشف شد.
قدر مطلق سیارک برابر ۱۳٫۸۰ است.